# AIM-54 Phoenix
Die AIM-54 Phoenix, benannt nach dem mythischen Vogel Phönix, ist eine Luft-Luft-Langstreckenrakete der United States Navy. Die US Navy stellte die ab 1974 eingesetzten Raketen 2004 außer Dienst. Die halbaktiv/aktiv radargelenkte Rakete hat eine der größten Reichweiten und kann nur vom Feuerleitsystem AN/AWG-9, das insbesondere in der Grumman F-14 Tomcat vorhanden ist, abgefeuert werden. Hauptziel waren Bomberverbände während des Kalten Krieges. Neben der US Navy nutzten nur die iranischen Luftstreitkräfte die Waffe, über den heutigen Einsatzstatus dort ist nichts bekannt.
Die Phoenix wurde während ihrer Dienstzeit mehrmals verbessert, insgesamt gab es drei Versionen, die als AIM-54A, AIM-54C und AIM-54C ECCM/Sealed bekannt waren. Der Stückpreis lag bei über einer Million US-Dollar.

## Technik

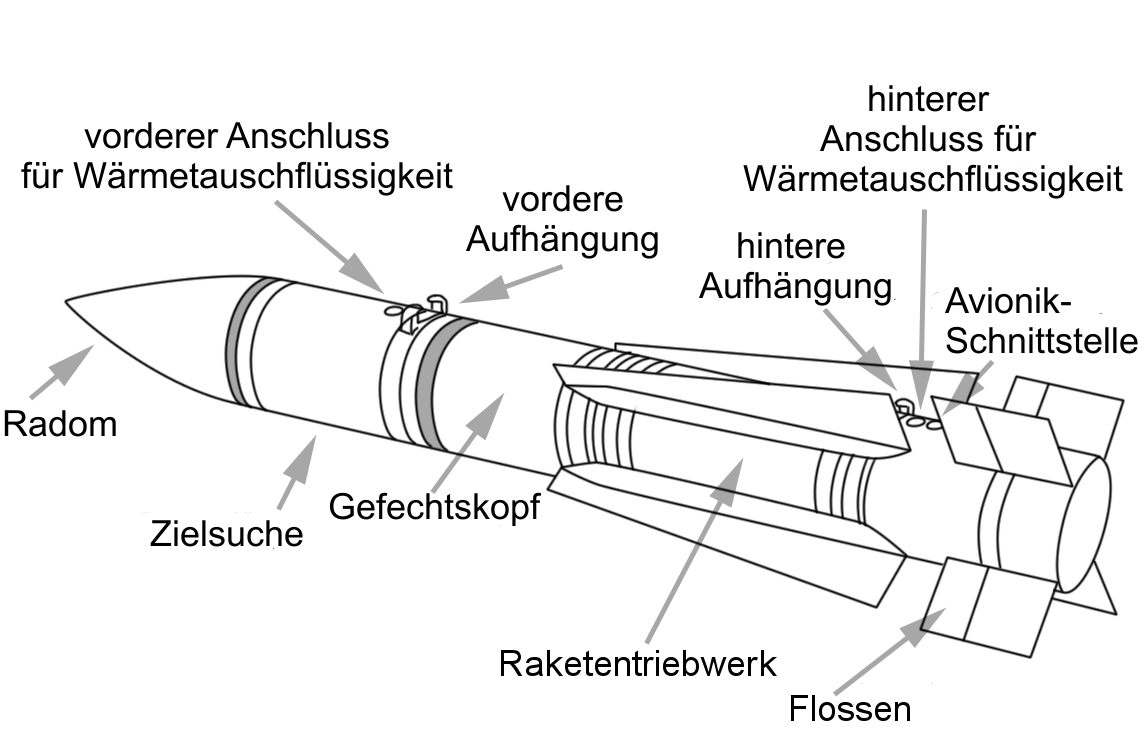
Schema einer Phoenix mit Beschriftung

Eine Phoenix ist 3,96 Meter lang und hat einen Durchmesser von 38,1 Zentimetern. Die größte Spannweite der nach hinten größer werdenden Flügel und der Flossen liegt bei 91,4 Zentimetern. Die Rakete besitzt vier dieser Flügel in Deltaform zur Stabilisierung der Flugbahn und ganz am Heck vier Flossen zur Steuerung. Die Version A war 454 Kilogramm schwer, die C wog je nach Ausstattung 463 bis 472 Kilogramm, die C ECCM/Sealed 464 Kilogramm.
Die Rakete ist wie folgt gegliedert: Unter dem Bugkonus befindet sich das Radargerät, dahinter die Zielsteuerung und darauf folgt der Gefechtskopf. Diese drei Sektionen nehmen gut die Hälfte der Rakete ein. Die hintere Hälfte besteht hauptsächlich aus dem Treibstoff und dem Raketentriebwerk. Am hinteren Ende der Rakete liegt die Steuerungsautomatik. Die Flügel beginnen kurz vor dem Ende des Gefechtskopfs. Die einzelnen Sektionen sind außen an der Rakete durch farbige Streifen (gelb für den Gefechtskopf, orange für das Triebwerk) gekennzeichnet.
Die AIM-54 besitzt ein eigenes Bordradar, mit dem sie ihr Ziel erfassen und verfolgen kann. Für den Anflug auf Ziele in großer Entfernung kann die Rakete drei verschiedene Ortungssysteme verwenden. Standard ist dabei ein Trägheitsnavigationssystem, das sie einen vom AN/AWG-9 gewählten Punkt anfliegen lässt, an dem sich die Ziele dann befinden sollen. Alternativ wird eine aktive oder semiaktive Radaransteuerung benutzt. Bei letzterer fliegt die Tomcat weiter auf das Ziel zu und strahlt es mit ihrem Radar an, so dass die Phoenix anhand des reflektierten Radarstrahles zum Ziel findet.
Im Endanflug, ab einer Entfernung von ca. 20 km, setzt die Waffe unabhängig von der Betriebsart ihr eigenes Radar ein, um das Ziel zu erfassen und anzusteuern. Der Start im „fire-and-forget“-Modus
(aktive Radaransteuerung) bietet gewisse Vorteile gegenüber dem Halbaktiv-Modus. Bei dieser „feuere-und-vergiss-sie“-Einstellung peilt die Rakete ihr Ziel ununterbrochen selbst an, so dass die F-14 sofort nach dem Start der Waffe abdrehen kann. Nachteil dieses Modus ist das im Vergleich zum AWG-9 kleinere, schwächere und leichter zu störende Bordradar der Phoenix.
Die Waffe war speziell für Simultanstarts konzipiert. Das Bordradar der Tomcat war in der Lage, alle sechs Phoenix gleichzeitig mit Zielinformationen zu versorgen. Durch das Radar der Rakete konnten auch weit auseinander liegende Ziele simultan bekämpft werden.
Eine Phoenix besitzt einen 60,75 Kilogramm schweren Hochexplosiv-Gefechtskopf, der mit dem Sprengstoff PBXN-106 gefüllt ist und mittels eines Aufschlags- oder Annäherungszünders gezündet wird und so auch bei einem nicht-direkten Treffer Raketensplitter auf das Ziel „schießt“ und es damit vernichten oder schwer beschädigen kann.
Sie wird von einem Raketentriebwerk angetrieben, das einen Festtreibstoff benutzt. Damit erreicht die Rakete Geschwindigkeiten, die von der US Navy offiziell mit „In excess of 3,000 mph (4,800 kmph)“ also „über 4.800 Kilometer pro Stunde“ angegeben wird. Die Reichweite wird analog als „über 100 Seemeilen (185 Kilometer)“ angegeben.

## Geschichte

### Entwicklungsgeschichte

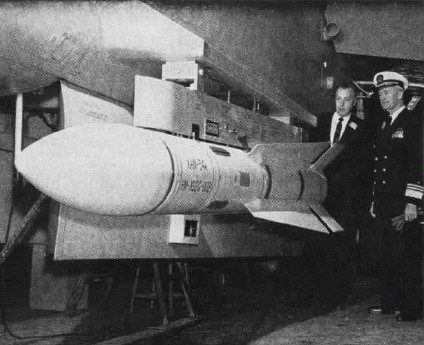
Die erste XAIM-54A Phoenix 1966

In der US Navy kamen erste Ambitionen, eine Langstreckenrakete zu entwickeln, bereits in den 1950er-Jahren auf. Damals beauftragte die US Navy Bendix, die AAM-N-10 Eagle zu planen. Diese sollte auf der Douglas F6D Missileer eingesetzt werden. Nach Zweifeln am Konzept des Jägers wurden Ende 1960 beide Programme gestoppt. Bereits kurz darauf griff die US Navy die Idee für eine noch unbenannte Langstreckenwaffe AAM-N-11 wieder auf. Ende 1962 ging der Auftrag für die Rakete an Hughes Aircraft, die den neuen Flugkörper auf ihrer alten Kurzstreckenrakete AIM-4 Falcon aufbaute. Zusätzlich zu den Ergebnissen von Bendix konnte Hughes die Erfahrungen aus dem Programm AIM-47 Falcon in die Entwicklung einfließen lassen, einer ebenfalls nie fertiggestellten Langstreckenrakete für die United States Air Force aus den 1950er-Jahren. Im Februar 1963 wurde die AAM-N-11 mit dem Beinamen Phoenix versehen, im Juni erfolgte im Rahmen einer globalen Reklassifizierung aller Raketentypen die Umbenennung zur AIM-54.
Ursprünglich war geplant, die Phoenix auf der General Dynamics F-111B einzusetzen, einer von der US Navy gewollten Jagdversion der eigentlich als Jagdbomber klassifizierten F-111A der United States Air Force.

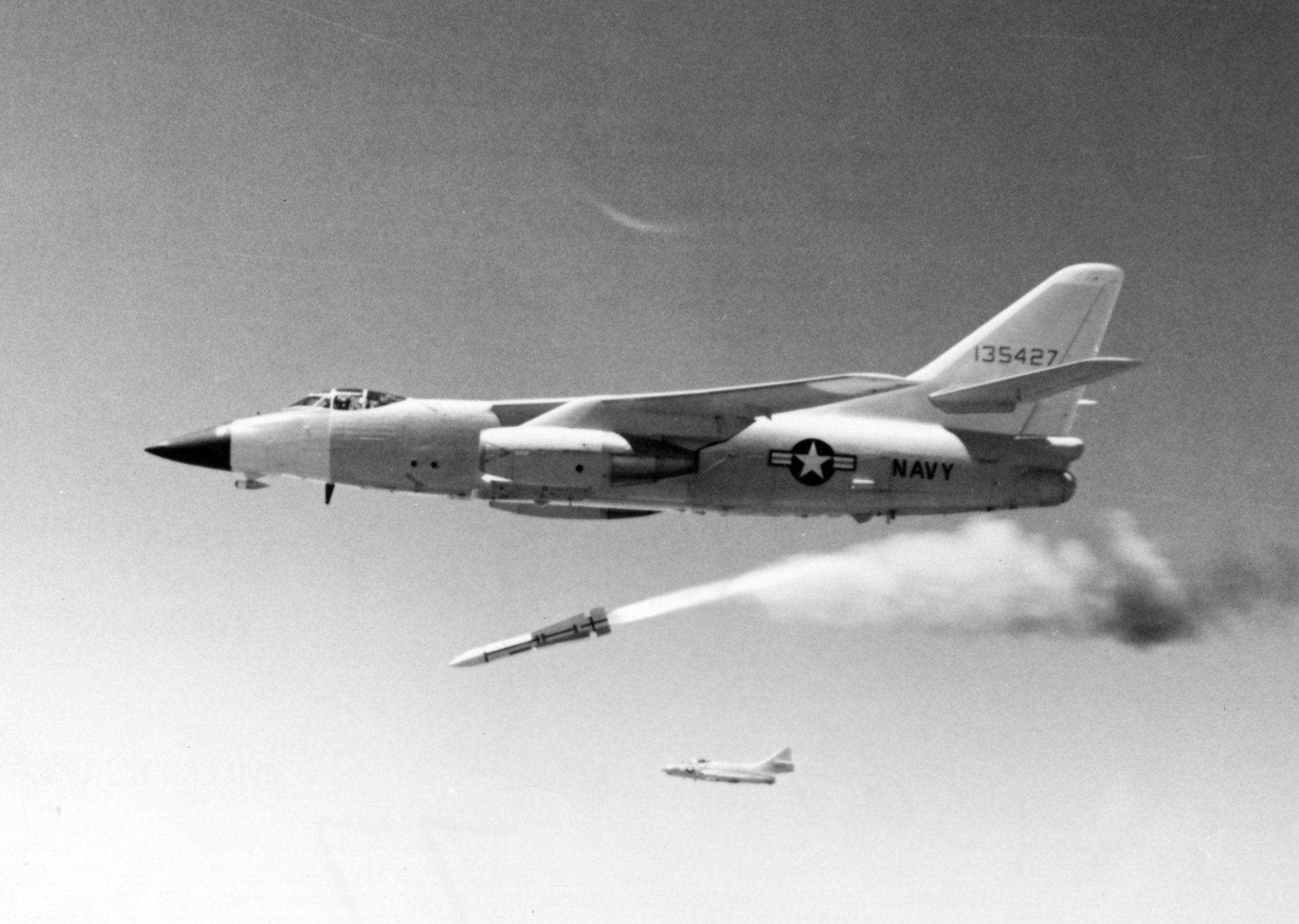
Erster Start einer XAIM-54A von einer NA-3A 1966

Erste Testflüge der XAIM-54A, des Prototyps der neuen Rakete, begannen im Jahr 1965. Am 8. September 1966 erfolgte der erste komplette Test aller Funktionen einer Phoenix von Bord einer Douglas NA-3A Skywarrior aus. Dieser fand über der Navy Pacific Missile Range nahe der Insel San Nicolas vor Kalifornien statt. Die Rakete erfasste eine Drohne und fing sie erfolgreich ab. 1967 erfolgten erste Starts von F-111B-Vorserienmodellen aus.
1968 wurde die Idee der F-111B zu den Akten gelegt, da sich das Flugzeug als übergewichtig und untermotorisiert für den Einsatz auf Flugzeugträgern erwies; die geringe Reichweite wurde ebenfalls bemängelt. Statt die gesamte Entwicklung nun aufzugeben, wurde das speziell für die Phoenix entworfene Radar von Typ AN/AWG-9 in die neue Grumman F-14 Tomcat eingebaut, die die Rolle der F-111B übernehmen sollte. Trotzdem gingen die Tests vorerst mit einsatzbereiten F-111B weiter, 1969 erfolgten erstmals Mehrfachstarts mit der Phoenix. Bis Mai 1970 wurden 29 Raketen abgefeuert, von denen 22 Abschüsse erzielen konnten.
Am 28. April 1972 wurden die ersten AIM-54 von der Tomcat aus getestet, im November des Jahres starteten erstmals mehrere Raketen gegen mehrere Ziele von einer F-14 aus. Im Dezember feuerte ein Flugzeug vier Raketen auf fünf Ziele ab, eine erzielte einen direkten Treffer, die anderen zerstörten zusammen drei Drohnen mittels Annäherungszündung.
Die ersten Raketen von Typ AIM-54A wurden 1973 an die US Navy ausgeliefert. Im Juni erzielte eine Phoenix einen Weltrekord, als sie eine Drohne Typ BQM-34E Firebee auf eine Entfernung von 110 Meilen abschoss. Von den bis dahin gestarteten 56 Raketen erzielten 43 einen Treffer. Am 21. November des Jahres erfolgte der erste komplette Systemtest von einer F-14 aus. Innerhalb von 38 Sekunden feuerte der Pilot sechs Phoenix auf sechs einzelne Ziele in einer Entfernung von 50 Seemeilen, von denen vier getroffen und ein weiteres beschädigt wurde. Dies war das einzige Mal in der Geschichte der Phoenix, dass sechs Raketen quasi-simultan von einem Flugzeug aus abgefeuert wurden.
Im folgenden Jahr wurde die AIM-54 mit den Staffeln VF-1 Wolfpack und VF-2 Bounty Hunters auf der Enterprise eingeschifft.

### Versionen

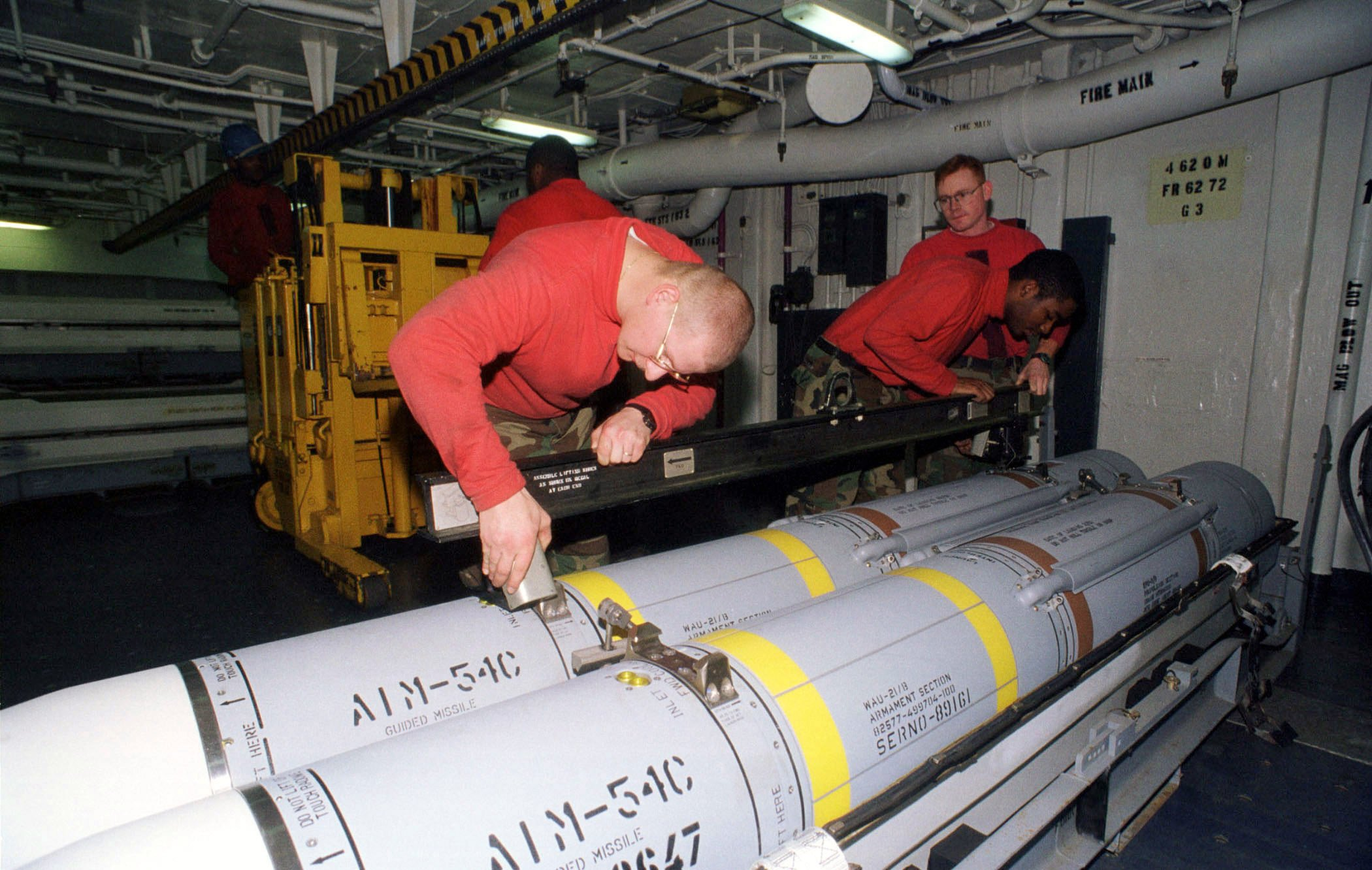
Hier zwei AIM-54C auf der Enterprise. Während der Lagerung sind Flügel und Flossen abmontiert.

Die erste Version der Phoenix, die AIM-54A, wurde 1974 für einsatzbereit erklärt. Sie war die Basisversion, die im Laufe der Jahre mehrfach verbessert wurde. Die AIM-54B sollte den Bau der Waffe erleichtern und vergünstigen, sie wurde allerdings nie produziert und tauchte unter dieser Bezeichnung nie im Inventar der US Navy auf. Bei der B waren die Flossen, die bei der A in Bienenwabenstruktur geformt waren, durch einfacheres Blech ersetzt worden.
Ab 1977 setzte die Entstehung der ersten echten Weiterentwicklung der Phoenix ein. Bei der AIM-54C wurden analoge Bauteile in der Zielsuche und Flugkontrolle durch digitale ersetzt. Ein verbessertes Triebwerk erhöhte Geschwindigkeit und Reichweite, außerdem wurde die Zielerfassung gegen kleine und tieffliegende Objekte sowie die Elektronischen Schutzmaßnahmen verbessert. Der erste von anfangs 15 Prototypen wurde im August 1979 ausgeliefert. 1981 erfolgte der erste Start einer C gegen ein 70 Meilen entferntes Ziel, das versuchte, die Rakete mittels elektronischer Kampfführung abzulenken, was nicht gelang. Ab 1982 wurde die C-Version schließlich produziert und erreichte zwei Jahre später den Einsatzbereitschaftsstatus. Noch während der Produktion der C wurde der Gefechtskopf der anfänglichen Version gegen einen etwa 20 bis 25 % effektiveren ausgetauscht.
1988 wurde eine weiter verbesserte Version eingeführt, die in der US Navy AIM-54C Phoenix ECCM/Sealed oder einfacher AIM-54C+ hieß. Neben weiter verbessertem ECCM benötigte diese Version während des Fluges außerdem keine Wärmetauschflüssigkeit mehr vom Flugzeug (weshalb die Beschreibung sealed, also versiegelt hinzugefügt wurde). Zusätzlich wurden einige Computerchips gegen schnellere Versionen getauscht. Eine Aufrüstung von C-Versionen in die C+ war möglich. Erste Flüge mit der Version fanden 1990 statt.
Sowohl von der A- als auch von der C-Version gab es Trainingsversionen. Diese hießen ATM-54 (zu startende Version mit inaktivem Gefechtskopf), CATM-54 (Version für Zielerfassungstraining, wurde nach Erfassung nicht gestartet, sondern verblieb am Flugzeug) und die AEM-54 (Version mit spezieller Elektronik für Leistungsauswertung). Die DATM-54 für das Training der Bodencrews existierte nur von der A-Version. Der Grund war, dass sich der Umgang mit den Waffen am Boden durch die Verbesserungen nicht verändert hatte.
Insgesamt wurden rund 5000 AIM-54 produziert, davon etwa 50 % von den Versionen AIM-54C und C+. Die Kosten für Version A lagen bei 477.131 US-Dollar, die späteren Versionen kosteten bei Produktionsende laut verschiedener Quellen über eine Million US-Dollar, einige sprechen gar von zwei Millionen.

### Betreiber
Neben der United States Navy gab es nur einen weiteren Verwender der Phoenix. Die Gründe hierfür waren der Preis, die Größe sowie die Tatsache, dass das AN/AWG-9-Feuerleitsystem benötigt wurde, um die Rakete zu verwenden. Lediglich der Iran unter dem von den USA unterstützten Schah Mohammad Reza Pahlavi erwarb das Trägerflugzeug und die Waffe gleich mit. 1972 wurde der Vertrag über den Verkauf von 714 AIM-54A geschlossen. Bis zum Mai 1979, als die Islamische Revolution im Iran ausbrach, wurden 248 Raketen geliefert, sodass der neue Machthaber, Ajatollah Ruhollah Chomeini, nach seinem Staatsstreich nun Waffen und Flugzeuge aus damals modernster US-amerikanischer Produktion besaß.

### Letzte Jahre und Außerdienststellung
Ab 1989 wurde die Rakete nicht mehr von Hughes Aircraft (seit 1985, nach dem Verkauf der Sparte an General Motors bekannt als GM Hughes Electronics), sondern teilweise von Raytheon produziert und wurde in der US Navy auch offiziell als Raytheon AIM-54C Phoenix bezeichnet.
Bereits 1992 wurde entschieden, die geplante nächste Generation von Langstreckenraketen, die sogenannte AIM-152 Advanced Air-to-Air Missile  (deutsch etwa: „Fortgeschrittene Luft-Luft-Rakete“), ersatzlos aus dem Budget zu streichen und nicht zu entwickeln. Im September des Jahres wurde außerdem die letzte Phoenix von der US Navy in Auftrag gegeben, die 1993 gefertigt wurde.
Im Februar 2002 wurde entschieden, die Rakete ab dem Beginn des Haushaltsjahrs 2004 außer Dienst zu stellen. Im Jahre 2003 wurden die ersten Raketen demilitarisiert. Der Grund für die Außerdienststellung war der fehlende Nutzen für eine Waffe, die Beyond Visual Range abgefeuert werden konnte. Im Juni wurde bekanntgegeben, dass die offizielle Außerdienststellung der Phoenix am 30. September 2004 vonstattengehen sollte. Am 15. Juli 2004 feuerten Pilot LCDR Mark Tankersley und RIO LTJG Scott Timmester von der Staffel VF-213 Blacklions die letzte Phoenix ab. Wie geplant erfolgte daraufhin im September die Streichung aus dem aktiven Dienst, die Tomcat folgte am 22. September 2006.
Die US Navy ersetzte die AIM-54 durch die AIM-120 AMRAAM, eine Luft-Luft-Rakete lediglich mittlerer Reichweite (etwa 50 km) sowie mit deutlich geringeren Stückkosten.

## Einsatzprofil

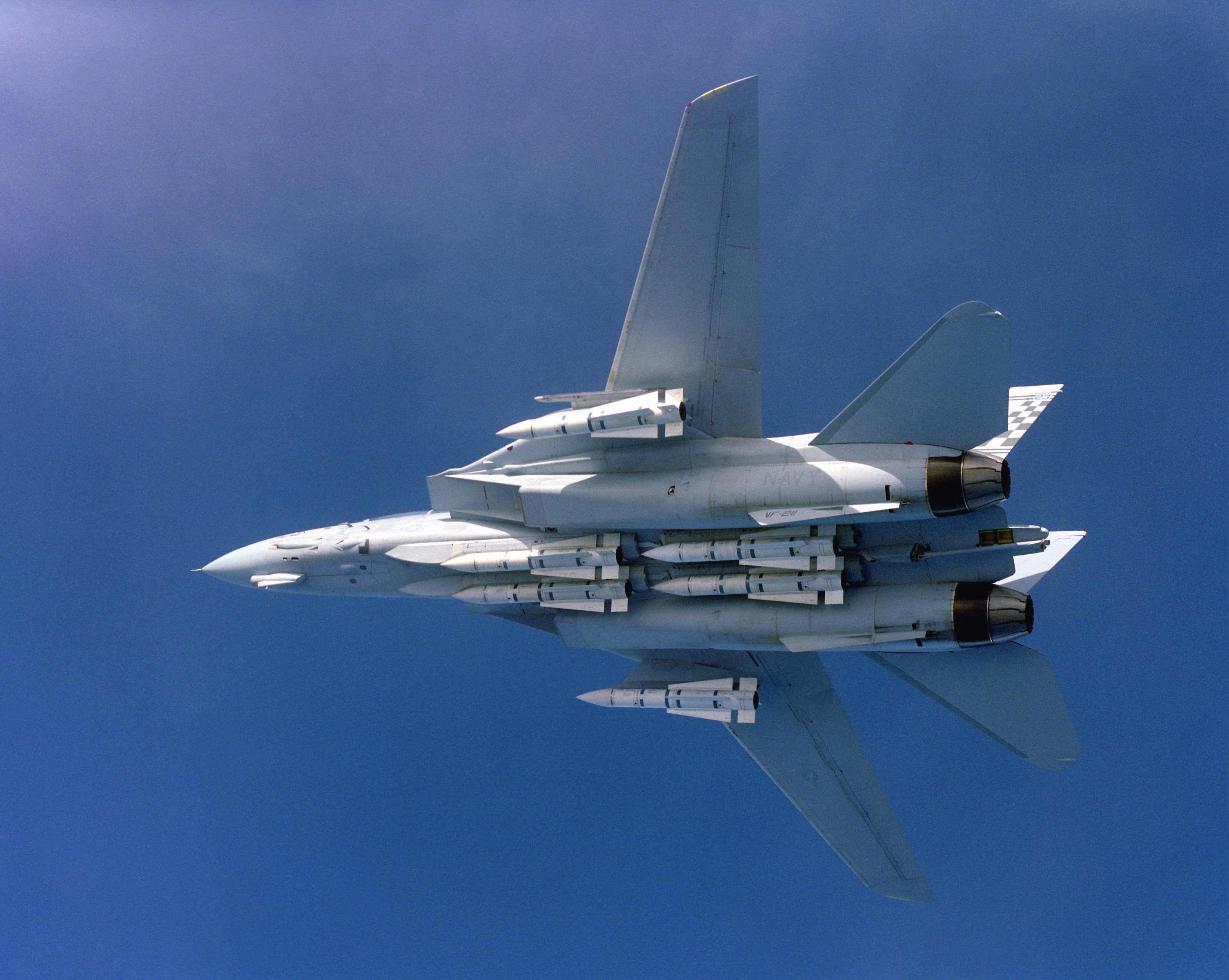
Eine Tomcat, hier eine F-14B der VF-211 Fighting Checkmates, konnte bis zu sechs Phoenix tragen

Die Phoenix war für den Schutz von Flugzeugträgerkampfgruppen der US Navy vorgesehen. Ihre Hauptaufgabe war das Abfangen von Bomberverbänden der Sowjetunion, beziehungsweise, falls dies misslingen sollte, der von ihnen gestarteten Seezielflugkörper vom Typ Raduga Ch-22 oder Raduga Ch-26 auf mittlere oder große Reichweite. Eine Tomcat konnte bis zu sechs Phoenix tragen: vier an Aufhängungen unter der Mittellinie und je eine an einer Station unter den Flügelwurzeln. Sie konnte diese auch nahezu simultan starten und auf das Ziel lenken. Da die AIM-54 für Kurzstrecken eher ungeeignet war, konnte eine Tomcat zusätzlich an jeder Flügelwurzel-Station eine AIM-9 Sidewinder mit sich führen. Auf Grund des hohen Gewichts einer Phoenix war die Standard-Konfiguration in Friedenszeiten allerdings eine Mischung aus je zwei AIM-54, AIM-7 Sparrow und AIM-9. Da das maximale Gewicht einer auf einem Flugzeugträger landenden Tomcat festgeschrieben ist, liegt die Höchstlast bei eingeschifften Flugzeugen bei vier Phoenix, da das Gewicht für eine Trägerlandung ansonsten zu hoch wäre.
Nach dem Start fiel die Rakete vom Flugzeug ab und zündete ihr Raketentriebwerk, nachdem sie etwas Entfernung zu der F-14 gewonnen hatte. Die halbaktive Radaransteuerung oder ein Trägheitsnavigationssystem führten die Phoenix im Flugprofil einer ballistischen Rakete auf das Ziel zu: Phoenix stieg nach dem Start zunächst auf große Höhe, um sich dann im Sturzflug mit hoher Geschwindigkeit auf das Ziel zu stürzen. Die Gipfelhöhe der Raketen lag bei 24.800 Metern (AIM-54A) beziehungsweise 30.500 Metern (AIM-54C). Beim Brennschluss des Raketentriebwerks lag die Geschwindigkeit bei 4050 Kilometern pro Stunde. Beim Abtauchen auf das Ziel tauschte sie weiter Höhe gegen Geschwindigkeit und erreichte so Maximalgeschwindigkeiten von bis zu 5320 km/h. Bei dieser Geschwindigkeit nahe Mach 5 legte die Waffe nahezu eine Meile pro Sekunde zurück, so dass Distanzen von über 100 Meilen in etwa zwei Minuten zurückgelegt werden konnten. Beim Sturz auf das Ziel aktivierte sich dann das Bordradar der Phoenix, fasste das Ziel auf und steuerte die Rakete in den Endanflug. Wurden nun vom Ziel elektronische Störmaßnahmen eingeleitet, so stellte das Radarsystem automatisch auf Anpeilung um. Somit diente der Störsender nun als Zielsender. Mit dem Beenden der Störmaßnahme wurde umgehend der aktive Radarmodus wieder aktiviert. Erkannte die Rakete (Versionen C und C+), dass sie Chaff aufgefasst hatte, konnte sie sich von der Tomcat wieder das richtige Ziel zuweisen lassen.
Der Nachteil dieser extremen Reichweite ist, besonders nachdem mit dem Ende des Kalten Krieges massive Bomber-Angriffe auf die Flugzeugträger nicht zu erwarten sind, dass die Rules of engagement häufig die visuelle Identifizierung eines Ziels vorschreiben, was den Einsatz auf höchste Reichweite, genannt Beyond Visual Range (etwa „jenseits Sichtweite“), verhindert. Die Tomcat trug dafür eine Fernsehkamera mit starkem Teleobjektiv (Television Camera System) unter dem Bug, mit der visuelle Identifizierungen bei gutem Wetter über größere Distanzen durchgeführt werden konnten.

## Einsätze

### US Navy

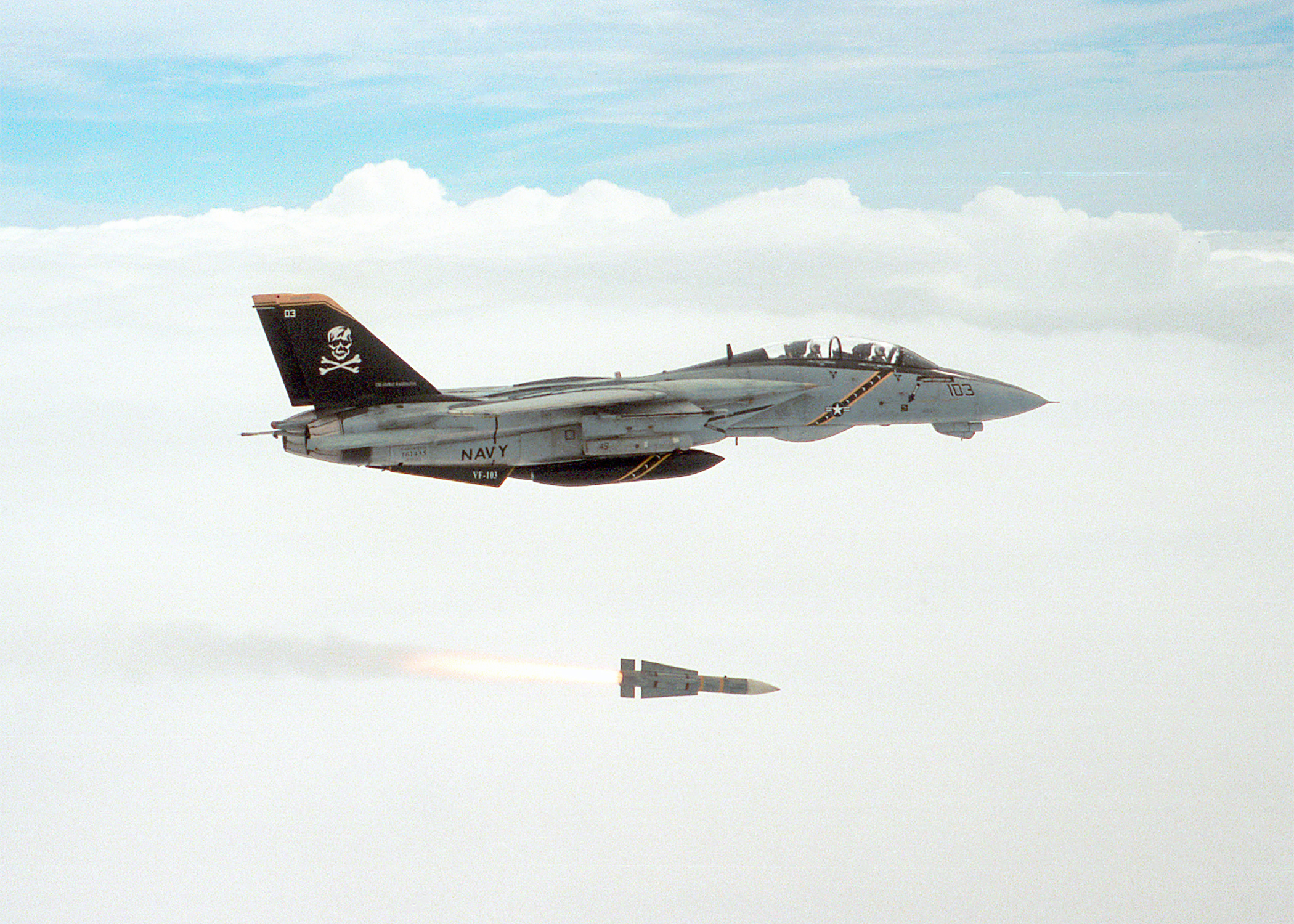
Eine Phoenix kurz nach dem Start von einer Tomcat der VF-103 Jolly Rogers

Da die Patrouillentätigkeit während der Operation Desert Storm hauptsächlich von McDonnell Douglas F-15 Eagle der Air Force ausgeführt wurde, wurde die erste Phoenix im Kampfeinsatz erst 1999 während der Operation Southern Watch abgefeuert. Am 5. Januar feuerte eine F-14D der VF-213 Blacklions von der Carl Vinson zwei Raketen auf zwei MiG-25 Foxbat der irakischen Luftstreitkräfte, die in der Flugverbotszone erfasst worden waren. Nach der Erfassung durch das AN/APG-71 drehten die Foxbats sofort ab und entkamen so den Phoenix.
Ein zweiter Einsatz der Phoenix erfolgte nur Monate später. Eine Tomcat der VF-2 Bounty Hunters von Bord der Constellation entdeckte am 9. September in der Flugverbotszone eine MiG-23 Flogger und griff sie mit einer AIM-54C an, die das flüchtende Ziel aber verfehlte.
Hierbei muss darauf hingewiesen werden, dass diese Einsatzart nur bedingt dem eigentlichen Profil der Phoenix entsprach. Bei einem Einsatz gegen Bomberverbände wäre es als Erfolg zu werten, wenn diese fliehen, bevor sie ihre Waffen abschießen konnten, beim Einsatz gegen Seezielflugkörper ist ein Flüchten der Ziele ohnehin nicht zu erwarten.

### Iranische Streitkräfte

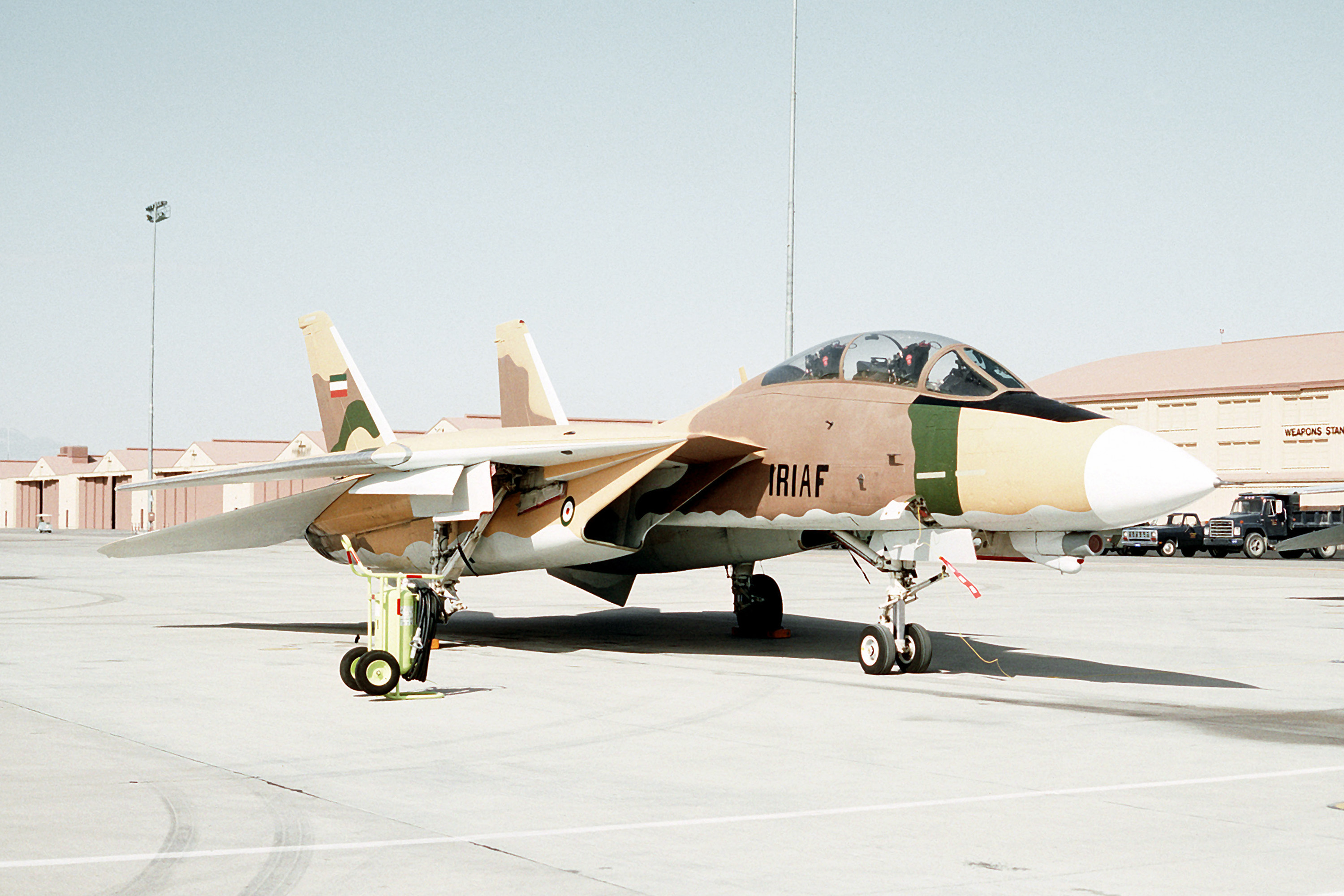
Eine F-14 in den iranischen Farben, hier in der Jagdflugschule Top Gun

Ob und in welchem Ausmaße die iranische Luftwaffe die erhaltenen AIM-54A im Iran-Irak-Krieg eingesetzt hat, ist umstritten. So gibt es Berichte, die Raketen seien von den zivilen amerikanischen Technikern vor deren Abreise aus dem Iran sabotiert worden und daher nie einsatzfähig gewesen. Auch das Embargo, das Ersatzteillieferungen an den Iran verhinderte, unterstützt diese These. Andere Quellen sprechen allerdings davon, dass die Phoenix mehrere Abschüsse während des Krieges erzielt haben sollen und stützen sich dabei vor allem auf Interviews mit iranischen Piloten. So zeigt eine Datenbank der Air Combat Information Group allein 1980 und 1981 22 als „bestätigt“ angegebene Abschüsse durch AIM-54A, bis 1988 40 weitere. Tom Cooper und Farzad Bishop berichten in ihrem Buch Iran-Iraq War in the Air, 1980–1988, das großteils auf Erzählungen der teilnehmenden Piloten und Offiziere sowie von Augenzeugen basiert, unter anderem von einem Dreifachabschuss durch nur eine Rakete: Demnach sollen vier MiG-21 Fishbed in enger Formation geflogen sein; drei von ihnen seien von der Detonation betroffen gewesen und abgestürzt.

## Vergleichbare Raketentypen
- USA: AIM-152 AAAM
- Russland: Wympel R-33
- Russland: Wympel R-37
- Russland: KS-172